# Lukavice (ort i Tjeckien, lat 50,20, long 16,29)
Lukavice är en ort i Tjeckien. Den ligger i den nordöstra delen av landet, 130 km öster om huvudstaden Prag. Lukavice ligger 378 meter över havet och antalet invånare är 521.
Terrängen runt Lukavice är platt åt sydväst, men åt nordost är den kuperad.Runt Lukavice är det ganska tätbefolkat, med 72 invånare per kvadratkilometer. Närmaste större samhälle är Rychnov nad Kněžnou, 4,4 km söder om Lukavice. Omgivningarna runt Lukavice är en mosaik av jordbruksmark och naturlig växtlighet.